# Ирано-кувейтские отношения
Ирано-кувейтские отношения — двусторонние дипломатические отношения между Ираном и Кувейтом.

## История
В период с 1980 по 1988 год Иран находился в состоянии войны с соседним Ираком. В течение первых двух лет этой войны Кувейт соблюдал нейтралитет. Однако, затем Кувейт занял сторону Ирака, в том числе из-за страхов перед возможным распространением Исламской революции. С 1982 по 1983 год Кувейт оказывал финансовую поддержку Ираку, несмотря на угрозы со стороны иранских войск. Кувейт перечислил Ираку в общей сложности около 14 млрд. долларов США. Когда иранцы уничтожили порт в иракском городе Басре, то Кувейт предоставил доступ иракцам к своим портам. После окончания Ирано-иракской войны отношения между Ираном и Кувейтом оставались натянутыми. В 2014 году наметилось некое потепление в отношениях: была достигнута договорённость о начале экспорта иранского газа в Кувейт, а министерство иностранных дел Кувейта заявило, что отношения между странами превосходные. Однако, в январе 2016 года Кувейт поддержал Саудовскую Аравию в её конфликте с Ираном и отозвал своего посла из Тегерана. В январе 2017 года Парламентский комитет Кувейта выразил протест против политики Ирана, назвав её «антагонистической и провокационной». Кувейтские парламентарии также добавили, что Иран создаёт препятствия для воссоздания с Кувейтом любых форм сотрудничества и не предпринимает попыток наладить отношения между странами.
20 июля 2017 года Кувейт объявил о высылке 15 иранских дипломатов, среди высланных дипломатов — посол Ирана в Кувейте Алиреза Енаяти. Снижен также уровень дипломатического представительства Ирана в Кувейте до уровня временного поверенного. МИД Кувейта объяснил, что данное решение связано с предполагаемой причастностью иранских дипломатов к террористической деятельности.

## Торговля
В 2012 году объём товарооборота между странами составил сумму 635,5 млн. долларов США, а в 2013 году 523 млн долларов США.